# Actea (Nereide)
Actea (in greco antico: Ἀκταίη?, Aktáiē) è un personaggio della mitologia greca figlia di Nereo e della Oceanina Doride.

## Genealogia
Fu una delle numerose figlie Nereidi di Nereo e Doride. Era anche un nume della generazione di divinità preolimpiche precedenti a Zeus, ad Apollo ed allo stesso Poseidone.

## Mitologia
Actea era la ninfa della riva e l'abitatrice della costa del mare.